# Adinan Mongman
Adinan Mongman (thailändisch อดินันท์ โม่งหมัน, * 26. April 2002) ist ein thailändischer Fußballspieler.

## Karriere
Adinan Mongman steht seit 2022 beim Ranong United FC unter Vertrag. Der Verein aus Ranong spielt in der zweiten Liga, der Thai League 2. Sein Zweitligadebüt gab Adinan Mongman am 20. August 2022 (2. Spieltag) im Auswärtsspiel gegen den Rayong FC. Hier wurde er in der 69. Minute für Muhammadburhan Awae eingewechselt. Das Spiel endete 0:0. Nach der Hinserie, in der einmal auf dem Platz stand, wurde sein Vertrag Ende Dezember 2022 nicht verlängert. Im Sommer 2023 nahm ihn Ranong United, die mittlerweil in die dritte Liga abgestiegen waren, wieder unter Vertrag. In der Hinrunde der Saison 2023/24 bestritt er acht Drittligaspiele. Nach der Hinrunde wurde sein Vertrag im Dezember 2023 nicht verlängert. Nach kurzer Vertragslosigkeit nahm ihn im Sommer 2024 der Drittligist PSU Surat Thani City FC unter Vertrag. Mit dem Verein aus Surat Thani spielt er in der Southern Region der Liga.